# MOS Technology
MOS Technology Inc., (chiamata anche MOS Technology o MOS, successivamente Commodore Semiconductor Group) è stata un'azienda statunitense produttrice di circuiti integrati e microcomputer con sede a Norristown, in Pennsylvania (Stati Uniti). "MOS" è l'acronimo dell'inglese "metal-oxide-semiconductor"
Nata nel 1969, nel 1975 MOS Technology Inc. divenne famosa per il grandissimo successo commerciale del microprocessore MOS 6502, la CPU più economica dell'epoca (solo 25 dollari). L'anno seguente fu acquistata dalla Commodore International Ltd. che in seguito la fuse per incorporazione con la controllata Commodore Business Machines Inc.. Cessò quindi di esistere mentre i suoi stabilimenti e i suoi dipendenti divennero una divisione della Commodore Business Machines Inc. con il nome di Commodore Semiconductor Group (CSG, in inglese "gruppo semiconduttori Commodore").
Per la grande popolarità acquisita dal marchio "MOS", i prodotti della divisione Commodore Semiconductor Group continuarono ad essere commercializzati con il marchio "MOS" fino al 1989, anno in cui il marchio "MOS" fu sostituito con il marchio "CSG".

## Storia

### La creazione e la crisi del 1974
La società fu fondata nell'agosto 1969 dalla Allen-Bradley per la produzione di chip per conto di Texas Instruments, che li rivendeva ai produttori di calcolatrici elettroniche. Agli inizi degli anni settanta il mercato di questi strumenti di calcolo vide un florido sviluppo e molte società iniziarono a produrre delle calcolatrici, tra cui Commodore e Micro Instrumentation and Telemetry Systems (MITS). Texas Instruments, non volendo più limitarsi alla vendita dei soli chip, decise di entrare nel settore proponendo nel 1972 una propria calcolatrice, la TI-2500, che costava al pubblico meno di quanto i diretti concorrenti di Texas Instruments pagavano i componenti per assemblare le loro calcolatrici.
Ne nacque una guerra dei prezzi che portò diversi costruttori a dover vendere sottocosto per poter commercializzare i propri prodotti. Come risultato di ciò molti dei produttori più piccoli fallirono mentre quelli più grossi riuscirono a salvarsi, ma per limitare i danni dovettero licenziare molto del personale.
Texas Instruments, nonostante avesse vinto la sfida delle calcolatrici, aveva fatto segnare pesanti perdite: decise quindi di non usare più chip prodotti da terzi ma di produrli in proprio. MOS riuscì a non fallire grazie al fatto che produceva integrati anche per altri clienti, tra cui Atari, per la quale produceva una versione su singolo chip del suo videogioco PONG.

### La concorrenza di Motorola e Chuck Peddle

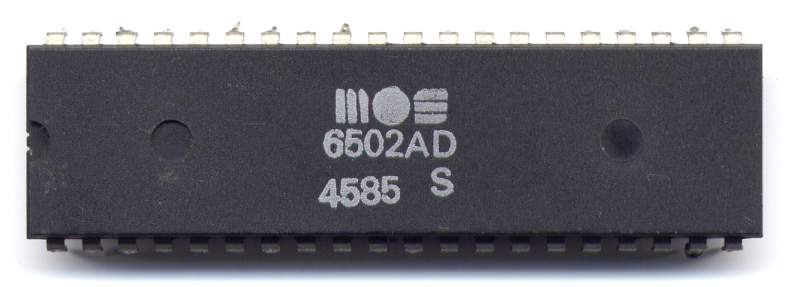
Il MOS 6502

Nel 1974 Motorola introdusse sul mercato il suo 6800, una tra le prime CPU ad 8 bit, diretta concorrente dell'Intel 8080. Il 6800 fu progettato da Tom Bennet a partire dal 1972, coadiuvato nello sviluppo da altri ingegneri, fra cui Bill Mensch e Chuck Peddle, che era arrivato in Motorola solo nel 1973. Mensch e Peddle lavorarono poi insieme allo sviluppo del Motorola 6820 PIA, l'interfaccia parallela del 6800.
Quando il processore fu messo in vendita, il suo prezzo era di 360 dollari ed a Peddle fu affidato il compito di promuovere commercialmente il 6800 presso i clienti Motorola. Nonostante il processore destasse molto interesse, molti clienti non lo adottarono perché ritenevano il prezzo troppo elevato: Peddle, chiedendo quale fosse la cifra che essi avrebbero sborsato per una CPU, raccolse come risposta un prezzo medio di 25$ affinché il prodotto potesse essere allettante per un utilizzo industriale. Parlando con la dirigenza di Motorola, Peddle propose quindi una versione depotenziata del 6800 che potesse essere venduto intorno a quella cifra ma i responsabili dell'azienda respinsero la proposta.
Peddle decise quindi di iniziare a lavorare in proprio alla sua idea e nel contempo iniziò a cercare un produttore interessato a realizzarla. Alla fine contattò MOS Technology, che si dimostrò interessata al progetto, e Peddle decise quindi di lasciare Motorola per entrare a lavorare presso MOS Technology nel mese di agosto del 1974, seguito da altri ingegneri della squadra che aveva lavorato al 6800, tra cui Mensch e Rod Orgill.
Peddle si mise subito al lavoro guidando la squadra di ingegneri allo sviluppo di 2 differenti CPU: Orgill sviluppò il MOS 6501, un processore che era compatibile a livello di piedinatura con il 6800, mentre Mensch sviluppò il MOS 6502, che differiva dal 6501 per una differente piedinatura e per la presenza di un generatore di clock interno. Entrambi i chip non erano compatibili a livello di codice con il 6800 perché avevano un'architettura interna ed un set di istruzioni differenti. Il maggior punto a favore di questi microprocessori fu il loro prezzo: il primo fu prezzato 20$, il secondo 25$. Ciò fu possibile grazie alla rimozione dal chip di tutte le caratteristiche che non erano essenziali, ottenendo così una die di ridotte dimensioni: entrambi presentavano un puntatore di stack ad 8 bit al posto di quello a 16 bit del 6800, entrambi avevano un solo accumulatore contro i 2 del 6800, ed il bus degli indirizzi non presentava una modalità a 3 stati, usata per l'accesso diretto alla memoria (DMA).

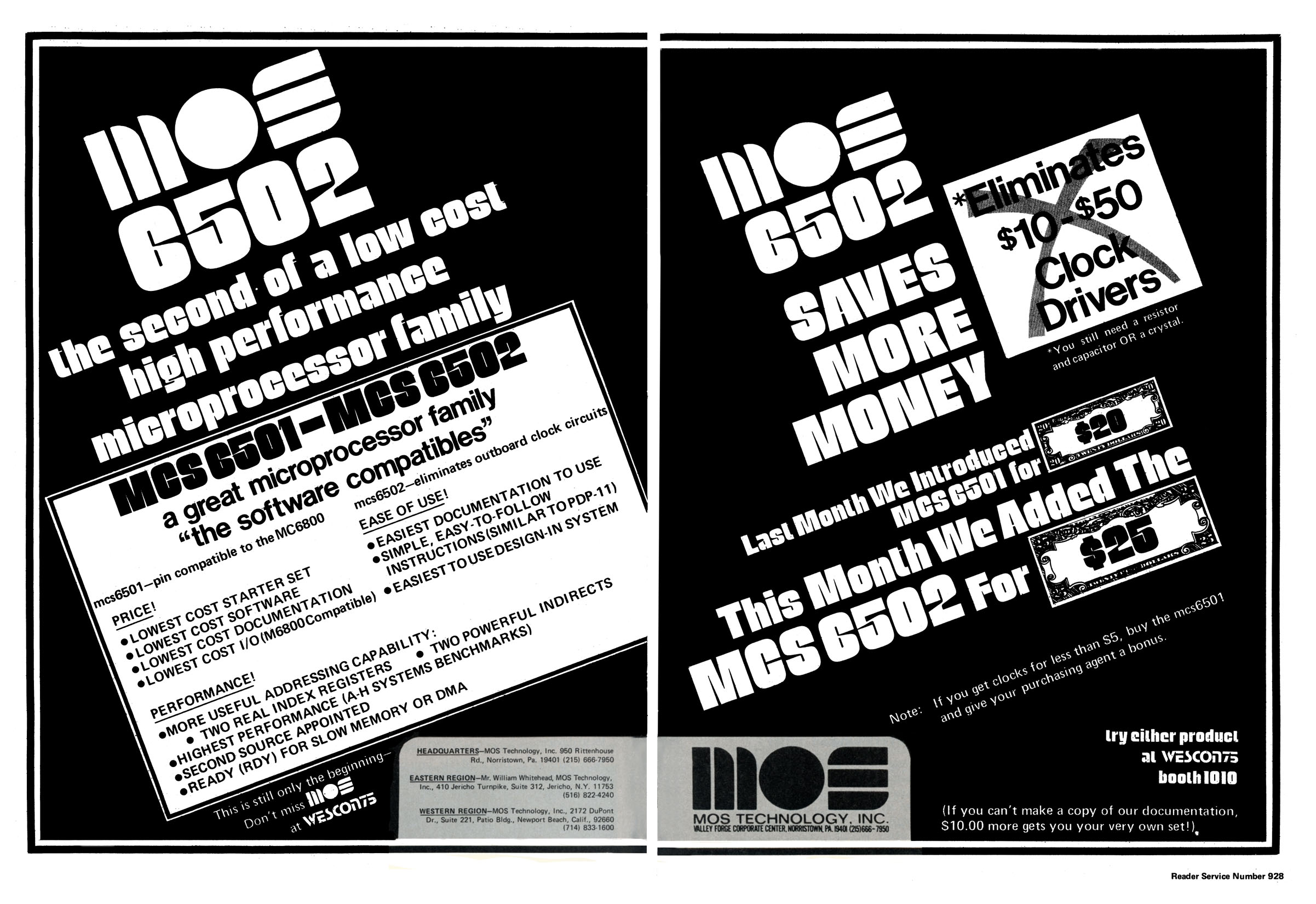
Pubblicità dei MOS 6501 e 6502.

I processori ebbero molto spazio sulle riviste del settore: alcuni dei primi articoli sul 6501 e sul 6502 furono pubblicati sul numero di luglio di Electronics e sul numero di agosto di EE Times, seguiti da altri su EDN (20/09/1975), Electronic News (03/11/1975) e Byte (novembre 1975). Annunci del 6501 apparvero in diverse pubblicazioni durante il mese di agosto del 1975: MOS Technology annunciava la presentazione del chip alla fiera dell'elettronica WESCON di San Francisco, che si sarebbe tenuta dal 16 al 19 settembre del 1975: lì il microprocessore sarebbe stato acquistabile a 25$. Nel mese di settembre gli annunci riguardavano anche il 6502, che veniva annunciato disponibile presso il WESCON a 25$ mentre il 6501 veniva riprezzato a 20$.
Motorola rispose abbassando subito il prezzo del 6800, che all'epoca costava 175$, portandolo a 69$ e citando in giudizio MOS Technology nel mese di novembre del 1975: Motorola affermava che i suoi ex-ingegneri avevano utilizzato informazioni tecniche sviluppate presso i suoi uffici per progettare i microprocessori 6501 e 6502.
L'altro settore di interesse di MOS Technology, i chip per calcolatrici, non andava bene a causa della guerra dei prezzi portata avanti da Texas Instruments per cui Allen-Bradley, ricevuta la citazione, decise di limitare le possibili perdite e cedette le proprie quote ai fondatori della società.
La causa si risolse nel mese di maggio del 1976 con MOS Technology che decise di eliminare il 6501, che poteva essere montato come sostituto del 6800 nelle schede madri prodotte per questa CPU grazie all'identica piedinatura, e di acquistare le licenze dei chip periferici di Motorola. Per competere con MOS Technology, Motorola fu però costretta a ridurre il prezzo del 6800 a 35$.

### Il successo del MOS 6502
Come annunciato, al WESCON del 1975 MOS Technology presentò il 6502 a 25$ a chip. All'inizio i visitatori pensarono che il prezzo del 6502 fosse sbagliato o fosse un imbroglio ma durante lo svolgimento della fiera videro che sia Motorola che Intel abbassarono il prezzo dei loro chip a 69$. Questa riduzione dei prezzi legittimò il 6502, che cominciò ad essere venduto a centinaia di unità.
Come piattaforma di test da offrire agli sviluppatori che avessero voluto adottare il 6502, MOS Technology produsse il KIM-1, un minicomputer che fu acquistato non solo dagli addetti ai lavori ma anche da semplici appassionati di computer.
Il 6502 fu usato in diverse applicazioni. Uno dei suoi primi impieghi fu come CPU del computer Apple I presentato nel 1976 dalla neonata Apple, fondata da Steve Jobs e Steve Wozniak. Il 6502 fu poi utilizzato nel Commodore PET e nell'Apple II del 1977, ed in diversi altri computer ad 8 bit tra cui la famiglia di computer Atari ad 8 bit, la serie BBC Micro, il Commodore VIC-20 ed i computer di Ohio Scientific e Oric. Il Commodore 64 usava il successore del 6502, il MOS 6510, ma la sua unità a dischi modello 1541 usava un 6502 per eseguire il codice del DOS integrato nell'unità stessa.
Alcuni derivati del 6502 furono utilizzati in 2 diffuse console: il 6507, un 6502 con un bus indirizzi ridotto, fu usato nell'Atari 2600, mentre la Famicom, presentata da Nintendo nel 1983 in Giappone e venduta un paio di anni più tardi in tutto il mondo come Nintendo Entertainment System (NES) utilizzava il Ricoh 2A03, una versione modificata realizzata appositamente per Nintendo che non integrava la logica di calcolo BCD e con 22 registri di I/O mappati in memoria per controllare i generatori sonori, l'accesso diretto alla memoria e le periferiche di gioco della console.

### L'acquisizione da parte di Commodore
Nonostante il successo commerciale del 6502, MOS Technology ancora non si era ripresa dalla crisi dell'anno precedente. Anche Commodore, come già accennato, aveva registrato pesanti perdite con l'ingresso nel mercato delle calcolatrici elettroniche di Texas Instruments. Per cercare di limitare i costi di produzione Jack Tramiel, fondatore e capo di Commodore, decise di seguire la strada intrapresa dalla rivale ed iniziò, grazie ad una nuova iniezione di capitali fatta dal socio finanziario di Tramiel, Irving Gould, l'acquisizione di piccole società che avrebbero prodotto i componenti necessari alle calcolatrici: display a LED, alimentatori e vari produttori di integrati, fra cui MOS Technology, che fu acquistata nel 1976 per 800.000 dollari.
Chuck Peddle passò così a lavorare direttamente negli uffici Commodore, mentre la società continuò comunque a produrre integrati anche per la vendita a terzi mantenendo il marchio MOS fino al 1989, nonostante l'azienda divenne presto una divisione della controllata Commodore Business Machines Inc. denominata "Commodore Semiconductor Group" (CSG). Mensch, invece, che aveva capito che Commodore avrebbe ben presto cessato lo sviluppo di nuovi microprocessori, lasciò l'azienda prima che il passaggio fosse completato e si trasferì a Mesa (Arizona), dove fondò nel 1978 Western Design Center (WDC). Ottenuta la licenza per produrre il 6502, sviluppò una versione in tecnologia CMOS del processore esente dai bug del 6502 originale, il WDC 65C02.
Parlando con Tramiel, Peddle convinse il capo di Commodore che il tempo delle calcolatrici era passato e che il futuro erano i computer. Peddle propose quindi di svilupparne uno sulla base del microcomputer KIM-1 che MOS Technology aveva prodotto come base di sviluppo del 6502. Tramiel dette il beneplacito all'operazione e Peddle elaborò il progetto del KIM-1 ottenendo il Commodore PET.

### Gli anni ottanta ed il cambio del marchio
Durante gli anni ottanta Commodore presentò diversi home computer ad 8 bit, tutti basati sulla famiglia di processori 65xx di MOS. Nel 1981 arrivò il VIC-20, che integrava il 6502; nel 1982 fu la volta del C64, basato sul 6510, un'evoluzione del 6502 capace di operare con un clock esterno; nel 1984 fu la volta del Commodore 16, che montava il 7501, derivato dal 6510 a cui aggiungeva il bank switching; il 1985 vide la nascita del C128, con il MOS 8502, un 6510 capace di operare ad un clock doppio grazie alla tecnologia HMOS.
Nel 1985 fu presentata anche l'Amiga ma questa era frutto di Amiga Corporation, una piccola azienda che aveva sviluppato in proprio il chipset del nuovo computer. Il gruppo che aveva prodotto il famoso 6502 viveva ormai delle glorie del passato e Commodore non investiva nella ricerca, con il risultato che tutte le CPU fino ad allora prodotte erano solo modifiche dell'illustre predecessore.
Il 1989 vide Commodore cancellare il marchio storico "MOS": da quel momento in poi i processori prodotti sarebbero stati marchiati "CSG" (Commodore Semiconductor Group).
Nel 1990 Commodore iniziò a lavorare ad un nuovo computer, noto come "Commodore 65", basato su una nuova CPU, denominata CSG 4510 che, però altro non era che un 6502 modificato a cui erano aggiunti sullo stesso chip 2 adattatori I/O MOS 6526. Il progetto non vide però mai la luce perché Commodore iniziò a registrare pesanti perdite economiche e, nel 1994, fu costretta a dichiarare il fallimento.

### Il fallimento della Commodore e la fine
Dopo la bancarotta del 1994, Commodore Semiconductor Group (l'ex-MOS Technology) fu acquistata dai suoi ex-dirigenti per 4,3 milioni di dollari più 1 milione di dollari per coprire le spese relative al fallimento ed ai vincoli ambientali dovuti all'EPA, l'ente americano di protezione ambientale. Dennis Peasenell divenne amministratore delegato della nuova società che, alla fine del 1994, fu ceduta a GMT Microelectronics ("GMT" è la sigla dell'inglese "Great Mixed-signal Technologies"). GMT riaprì lo stabilimento di Norristown, che Commodore aveva chiuso nel 1992, e riprese la produzione di integrati, sempre sotto il controllo dell'Enviromental Protection Agency, che aveva inserito quella fabbrica nella lista dei siti a rischio ambientale nel 1989, poiché contaminato da tricloroetilene che la Commodore non aveva adeguatamente contenuto.
Nonostante nel 1999 GMT avesse fatturato 21 milioni di dollari ed avesse 180 dipendenti, nel 2001 l'EPA costrinse GMT a chiudere lo stabilimento e la società fu sciolta.

## Prodotti
- MOS KIM-1 - microcomputer basato sul MOS 6502
- MOS 4510 - CPU (MOS 65CE02) con 2 MOS CIA su chip; 3.45 MHz
- MOS 5719 - coprocessore Gary (abbreviativo di Gary Gate Array) montato sui Commodore A500 e Commodore A2000
- MOS 6501 - CPU compatibile con la piedinatura del Motorola 6800
- MOS 6502 - identico al 6501 eccezion fatta per la diversa piedinatura
- MOS 6507 - CPU con 13 pin indirizzo
- MOS 6508 - CPU con 256 byte di RAM ed 1 porta di I/O ad 8 bit
- MOS 6509 - CPU con 20 pin indirizzo
- MOS 6510 - CPU con pin per clock e porte I/O, usato nel Commodore 64
- MOS 6520 - PIA, Peripheral Interface Adapter
- MOS 6522 - VIA, Versatile Interface Adapter
- MOS TPI - TPI, Tri-Port Interface, alias MOS 6523/6525
- MOS 6526 - CIA, Complex Interface Adapter, alias MOS 6526/8520/8521
- MOS SPI - SPIA, Single Port Interface Adapter, alias MOS 6529
- MOS RRIOT - RRIOT, ROM-RAM-I/O Timer, alias MOS 6530
- MOS RIOT - RIOT, RAM-I/O Timer, alias MOS 6532
- MOS 6545 - CRTC, CRT Controller
- MOS 6551 - ACIA, Asynchronous Communications Interface Adapter
- MOS 6564 - chip video ad 80 colonne (destinato al VIC-20)
- MOS VIC - VIC, Video Interface Chip, alias MOS 6560 (NTSC) e 6561 (PAL)
- MOS VIC-II - alias 6567/8562/8564 (NTSC) e 6569/8565/8566 (PAL)
- MOS SID - SID, Sound Interface Device, alias MOS 6581/6582/8580
- MOS TED - TED, Text Editing Device, alias 7360/8360 (HMOS-I/II)
- MOS 7501 - CPU della serie Commodore 264 (C-16, Plus/4 e C-116)
- MOS 8362 - o "Denise", chip grafico dei computer della serie Amiga
- MOS 8364 - o "Paula", chip audio e di I/O dei computer della serie Amiga
- MOS Technology 8370 - o "Agnus", Address Generator Unit, chip gestore dei DMA nei computer della serie Amiga
- MOS 8373 - o "Super Denise", versione migliorata del MOS 8362 (vedi ECS)
- MOS 8500 - versione HMOS-II del MOS 6510
- MOS 8501 - versione HMOS-II del 6502 con porta I/O a 7 bit
- MOS 8502 - CPU compatibile con il MOS 6510 ma capace di operare a 2 MHz
- MOS 8551 - ACIA, Asynchronous Communications Interface Adapter, variante HMOS-II del 6551
- MOS 8563 - VDC, Video Display Controller
- MOS 8568 - VDC con HSYNC e VSYNC compositi e interrupt RDY
- MOS 8701 - generatore di clock
- MOS 8721 - PLA
- MOS 8722 - MMU, Memory Management Unit
- MOS 8726 - REC, RAM Expansion Controller